# Doug Coombs
Doug Coombs (Boston, 24 settembre 1957 – La Grave, 3 aprile 2006) è stato uno sciatore estremo, guida alpina e freerider statunitense, pioniere di questo sport.

## Biografia

### Vita e carriera
Nato a Boston, dall'età di soli tre anni crebbe sciando nel Vermont, nel New Hampshire e nel Maine. Si trasferì a Bozeman per frequentare la Montana State University, e lì sui monti Bridger iniziò a praticare lo sci ripido. Conobbe anche la sciatrice e ripidista Emily Gladstone, che sarebbe diventata sua moglie.
In quegli anni Coombs viaggiò in Europa per sciare a Chamonix, dove incontrò Patrick Vallençant. Laureatosi in geologia si trasferì a Jackson, in Wyoming e nel 1986 iniziò per la prima volta a lavorare come guida di eliscì nella Jackson Hole.
Per la prima edizione del World extreme skiing chanpionship (abbreviato WESC), nel 1991, Coombs raggiunse i monti Chugach, in Alaska, e vinse la competizione grazie alla sponsorizzazione della Life-Link International. Rimase profondamente colpito dal panorama dell'Alaska, selvaggio ed enormemente innevato. Tornò anche gli anni seguenti e riottenne il titolo di campione WESC nel 1993.
Lui e sua moglie Emily iniziarono a fare prime discese dei Chugach trasportati sulle cime dagli elicotteri della Alaska West Air Taxi e nel 1993 fondarono la Valdez Heli-Ski Guides e iniziarono a lavorare come le prime guide di eliski di Valdez. Da guida alpina Doug Coombs ha portato migliaia di sciatori per le ripide pareti dei monti Chugach, che sono una delle catene montuose che riceve più neve al mondo, ma sono anche lontane dal turismo e da qualsiasi servizio. Ha contribuito così a rendere popolare il concetto di "adventure skiing" nelle montagne selvagge dell'Alaska. Era un ottimo sciatore dal punto di vista della potenza e della tecnica e ha partecipato a diversi film e documentari di sci estremo e freeride. Al dire dei suoi colleghi, affrontava discese estreme senza mai correre rischi troppo grandi.

### Morte ed eredità
Nel 1993 Coombs e sua moglie fondarono anche gli Steep Skiing Camps Worldwide a Jackson, ma decisero alcuni anni dopo di spostarli nelle Alpi francesi, Doug stesso si è trasferito a La Grave, in Francia, dove ha vissuto con sua moglie e suo figlio David fino alla sua morte, avvenuta il 3 aprile 2006. Coombs e alcuni suoi amici stavano scendendo il couloir de Polichinelle, quando uno di loro, Chad VanderHam, ha perso l'equilibrio sul ripido finendo per cadere da un salto di roccia alto circa 200 metri; Coombs stava cercando di scoprire le condizioni dell'amico quando è caduto giù dallo stesso bastione. Doug è morto sul colpo, VanderHam alcune ore dopo.
L'ultimo film a cui Coombs ha partecipato è stato Steep, un documentario diretto da Mark Obenhaus che ripercorre la storia dello sci estremo e big mountain dalla nascita in Europa all'esplorazione dell'Alaska da parte sua, fino all'esplosione del freeskiing. Steep è stato presentato il 27 aprile 2008 al Trento Film Festival e racconta anche la vita e le circostanze della morte di Coombs. È considerato una sorta di epitaffio a lui dedicato.
Nei suoi 48 anni di vita è stato il primo a scendere circa 250 pareti inesplorate in Alaska e nel resto degli Stati Uniti, in Francia, Svizzera, Cile, Kirghizistan e in Antartide.
Dal 2010 è incluso nella U.S. Ski and Snowboard Hall of Fame.

## Filmografia
Controfigura
- Aspen – Sci estremo (1993)
- I Fantastici Quattro (2005)

Sé stesso
- The Continuum (1996)
- Cold Fusion (2001)
- Storm (2002)
- Journey (2003)
- Waiting Game (2005)
- Off The Grid (2006)
- Someday, Somebody Will Ski That! (2006)
- Steep (2007)
- Swift. Silent. Deep. (2010) (video di archivio)